# جائزة إسبانيا الكبرى للدراجات النارية 1998
جائزة إسبانيا الكبرى للدراجات النارية 1998 هو سباق دراجات نارية أقيم بتاريخ 3 مايو 1998 في حلبة خيريز. كان الجولة الثالثة من أصل 14 في سباق الجائزة الكبرى للدراجات النارية موسم 1998. فاز الإسباني أليكس كريفيل بسباق فئة 500 سي سي بينما جاء الأسترالي ميك دوهان ثانيا.

## وصلات خارجية
- الموقع الرسمي